# Naturschutzgebiet Udorfer Mühle

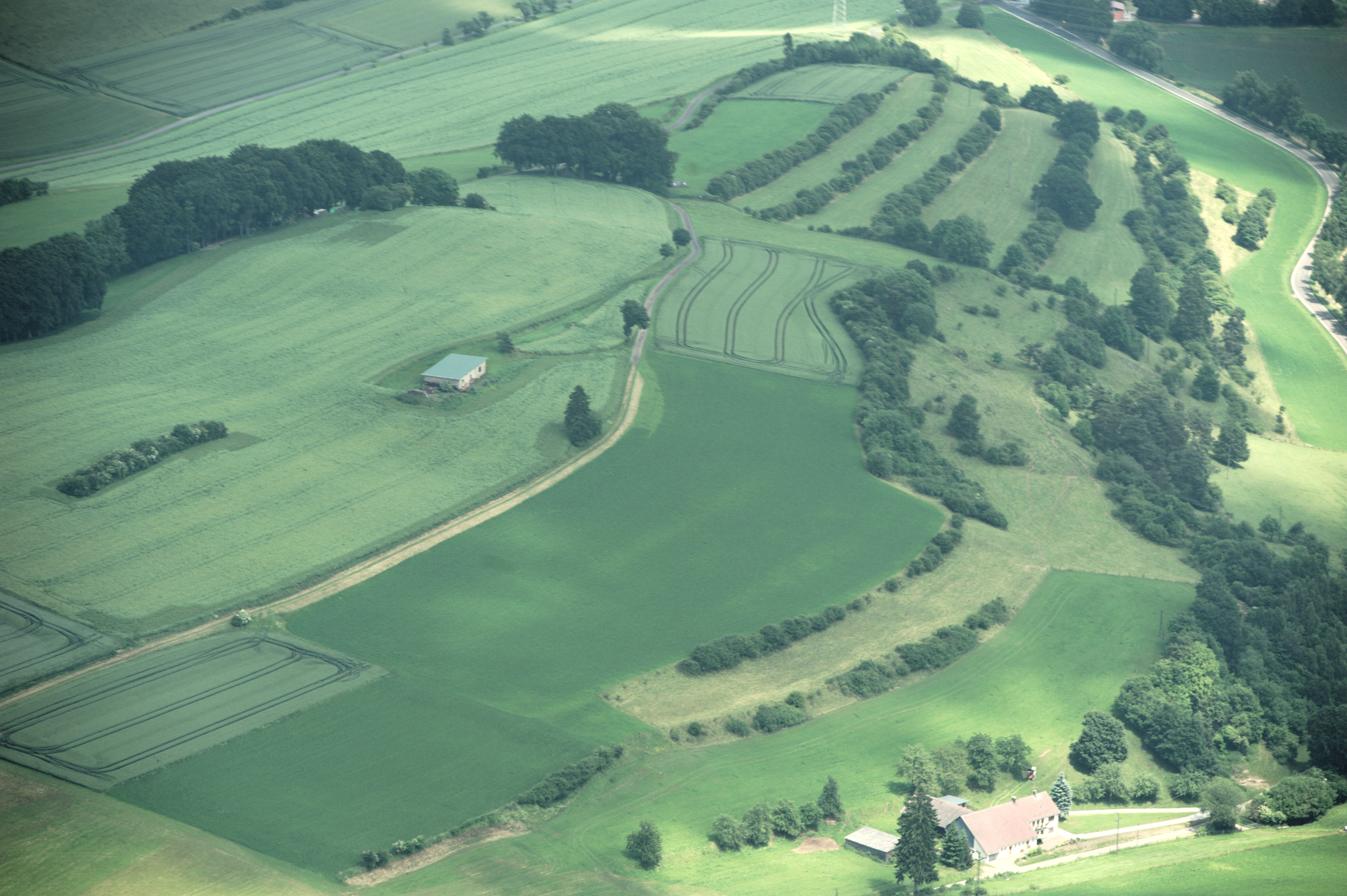
Luftbild aus südlicher Richtung mit östlicher Teilfläche des Naturschutzgebiets Udorfer Mühle (heckenreiches Gebiet in rechter Bildhälfte)

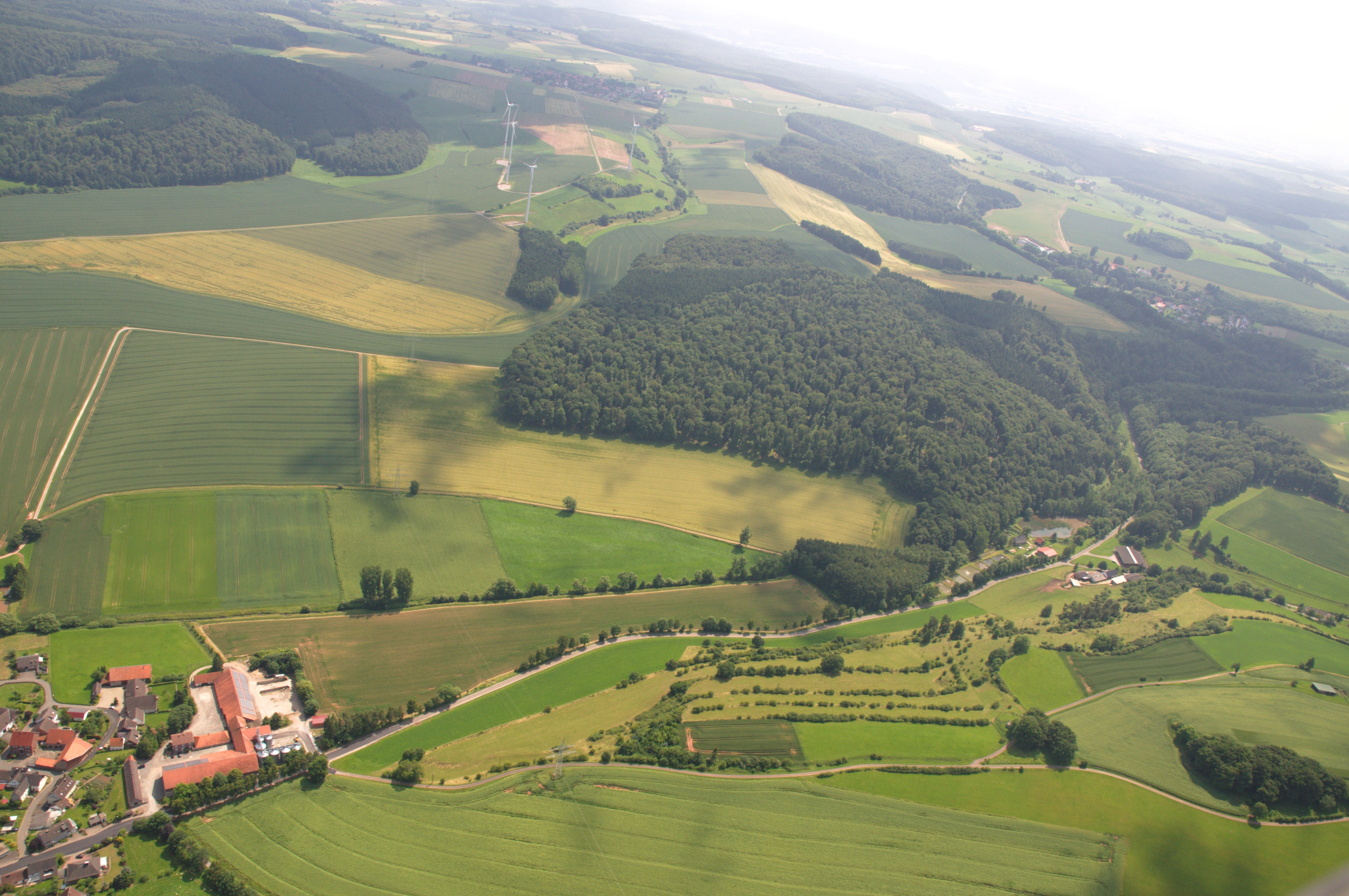
Luftbild aus nordwestlicher Richtung mit östlicher Teilfläche des Naturschutzgebiets Udorfer Mühle (heckenreiches Gebiet in rechts der Bebauung)

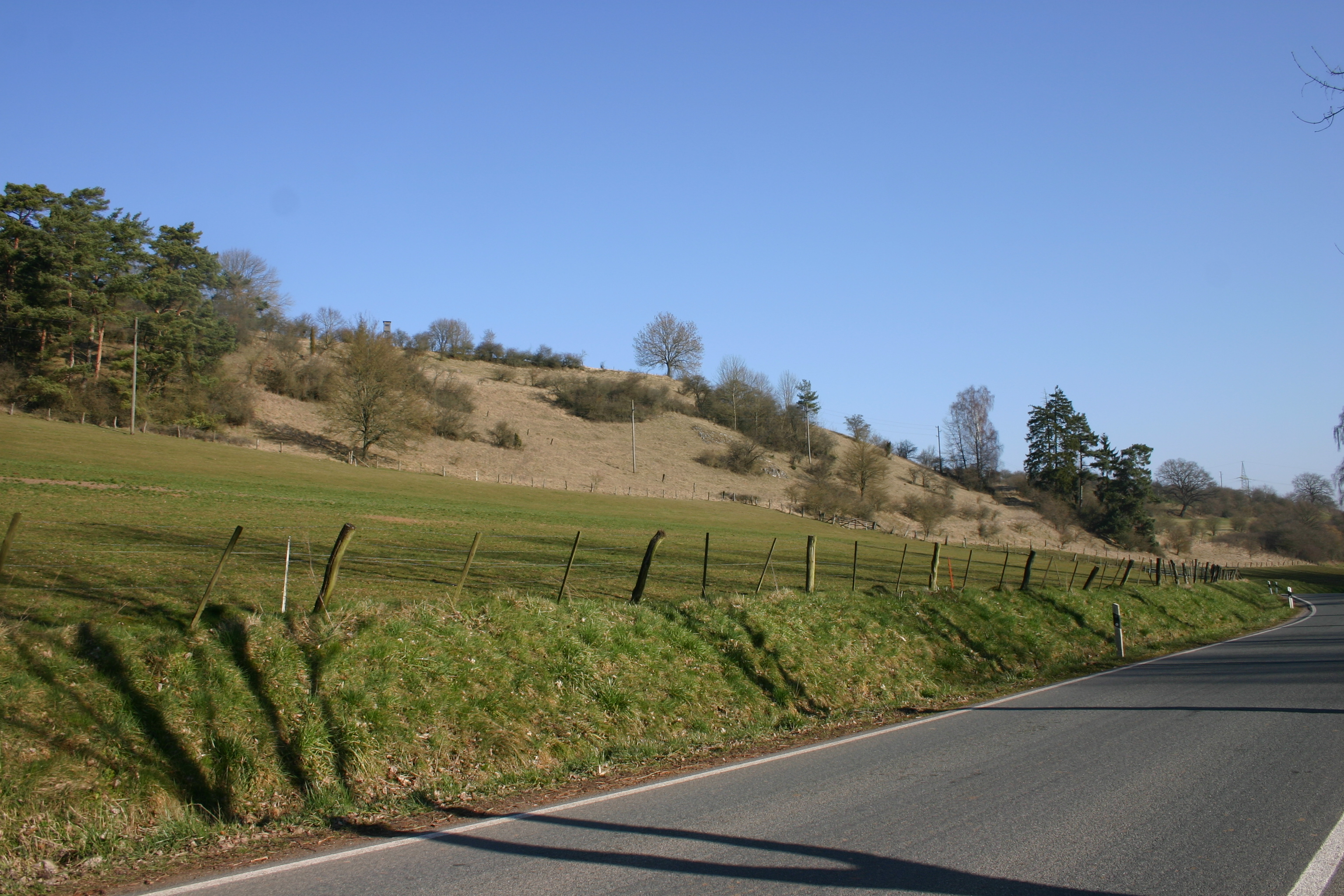
Teilfläche des Naturschutzgebiets Udorfer Mühle (blassgelbe Fläche)

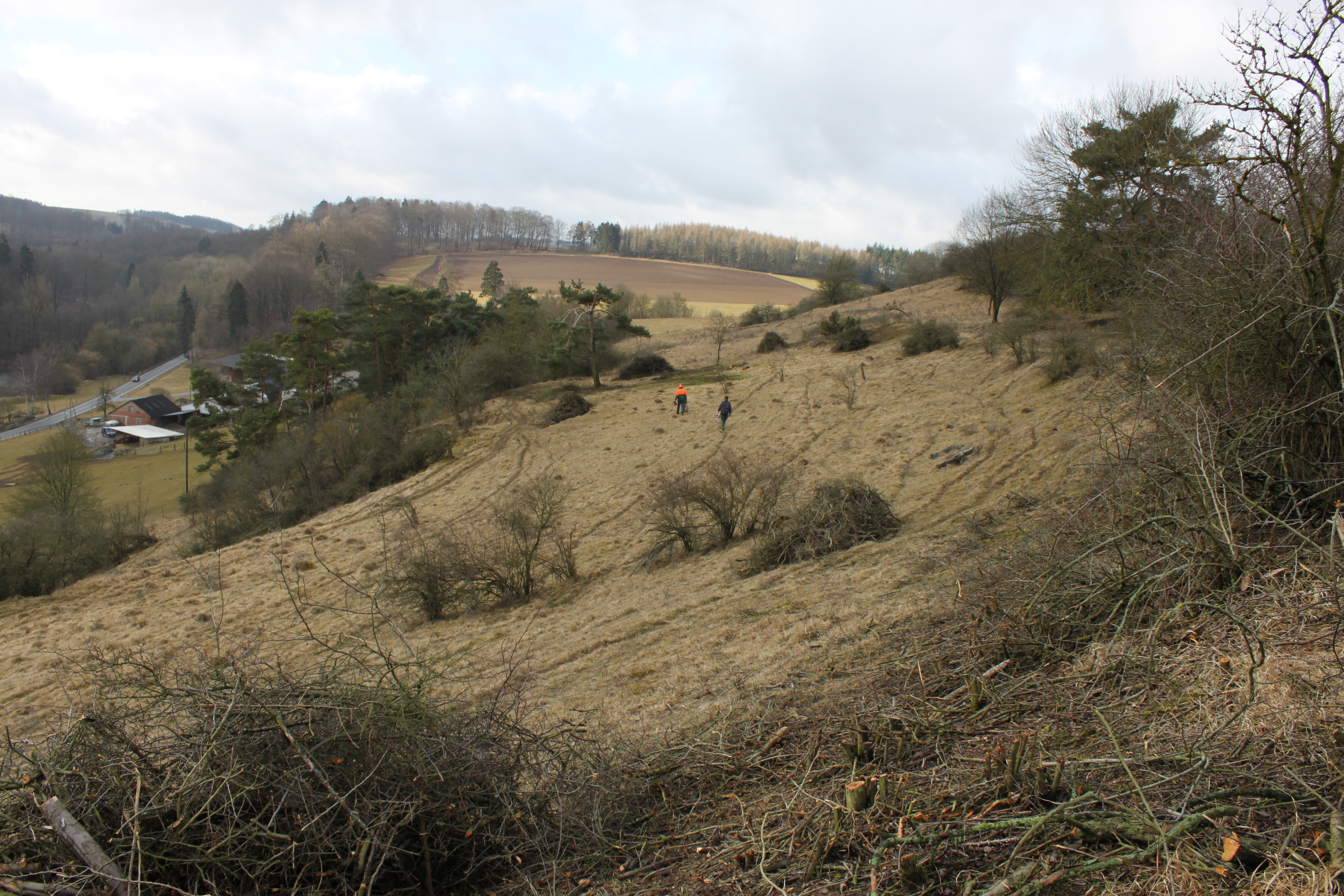
Zentraler Bereich des NSG

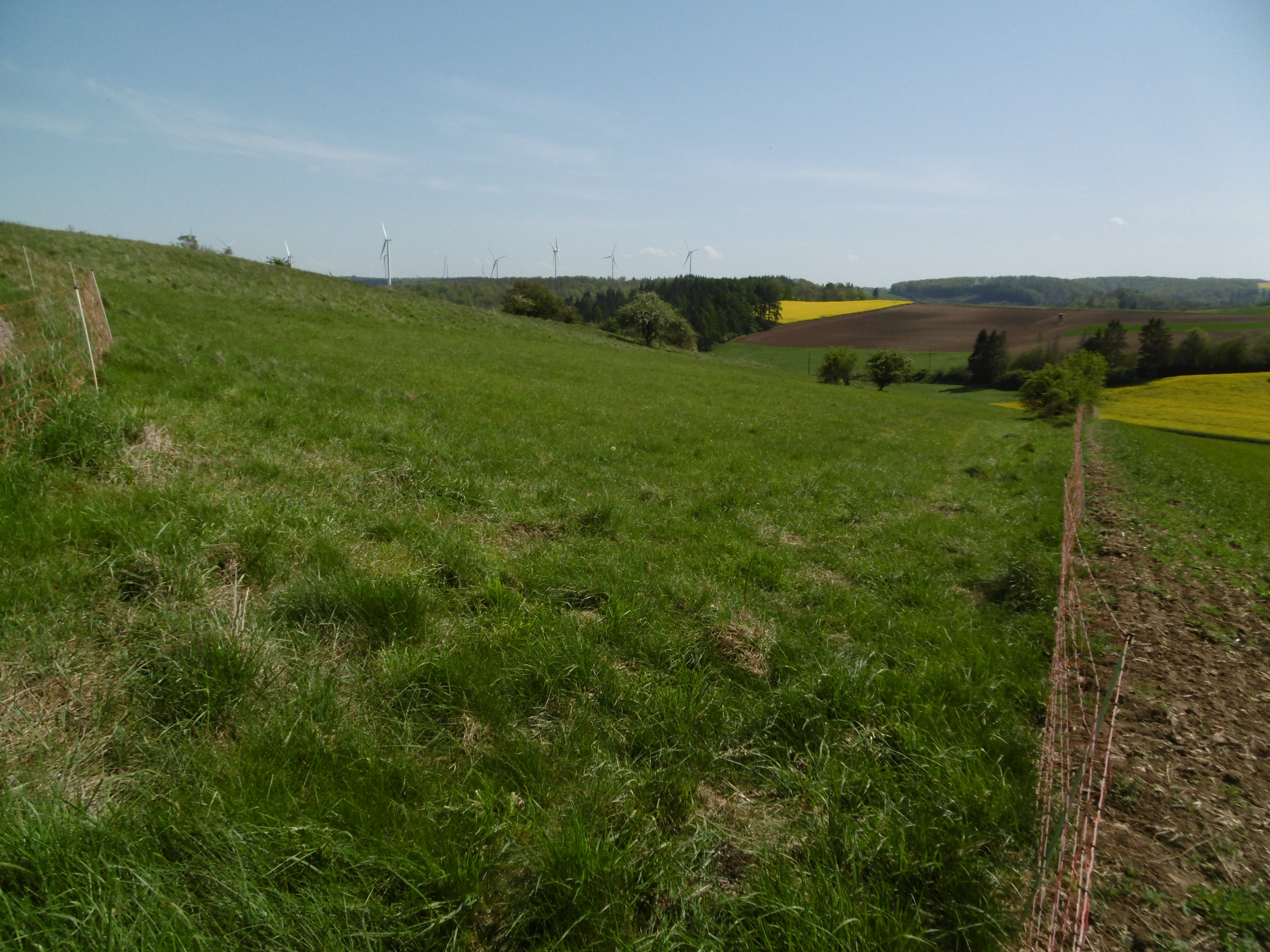
Westfläche Pansgrund

Das Naturschutzgebiet Udorfer Mühle liegt südwestlich von Udorf im Stadtgebiet von Marsberg im Hochsauerlandkreis an der Udorfer Mühle. Es wurde 2008 mit dem Landschaftsplan Marsberg als Naturschutzgebiets (NSG) ausgewiesen und ist 19,51 ha groß. Das NSG besteht aus zwei Teilflächen. Es grenzt im Norden an das Landschaftsschutzgebiet Freiflächen westlich Udorf und das Landschaftsschutzgebiet Magergrünland am Glockengrund. Im Süden an das Landschaftsschutzgebiet Rotes Land, an eine Teilfläche vom Landschaftsschutzgebiet Freiflächen westlich Udorf und an zwei Sonderflächen um bebaute Bereiche. Das NSG grenzt im Osten an das Landschaftsschutzgebiet Unteres Orpetal. Das NSG gehört seit 2023 als Teilfläche zum Vogelschutzgebiet Diemel- und Hoppecketal mit angrenzenden Wäldern.

## FFH-Gebiet Glockengrund, Glockenrücken und Hummelgrund
Das NSG stellt eine Teilflächen im Fauna-Flora-Habitat (FFH) Glockengrund, Glockenrücken und Hummelgrund (Natura 2000-Nr. DE-4519-305) im Europäischen Schutzgebietssystem nach Natura 2000 dar. Das NSG stellt den südlichen Teil des FFH-Gebietes Glockengrund, Glockenrücken und Hummelgrund dar. Nördlich des Naturschutzgebietes Udorfer Mühle befinden sich das Naturschutzgebiet Glockengrund und das Naturschutzgebiet Hummelgrund. Das FFH-Gebiet gehört gemeinsam mit den ähnlich strukturierten NSG’s an den Hängen von Glinde- und Diemeltal zu einem historischen Kulturlandschaftstyp mit enger Verzahnung von Gebüschen und Offenland und mit einer artenreichen und spezifischen Fauna und Flora carbonatischer Prägung, der im Hochsauerlandkreis einzigartig ist. Diese Flächen wurden früher in der Regel von Schäfern mit ihren Schaf- und Ziegenherden abgehütet. Im FFH-Gebiet Glockengrund, Glocken-rücken und Hummelgrund wurden ab 1990 50,13 ha durch die NRW-Stiftung angekauft. Im Naturschutzgebiet Udorfer Mühle selbst besitzt die NRW-Stiftung 13,62 ha Land.

## Beschreibung
Die Magerrasen im NSG repräsentieren einen in seinem Naturschutzwert herausragenden Restbestand der historischen Weidelandschaften auf Kalkverwitterungsböden der Marsberger Hochfläche. Beim Magerrasen handelt es sich um einen Trespen-Schwingel Kalktrockenrasen. In der östlichen Teilfläche gibt es gebietsprägende gehölzbestandene Terrassenkanten im Ostteil. In der östlichen Teilfläche kommen auch Wacholder vor. Durch die reiche Strukturierung mit Kleingehölzen ist das Gebiet zusätzlich ein wertvoller Brutbiotop für gefährdete heckenbrütende Vogelarten. Im NSG sind ehemalige Ackerbauterrassen zu erkennen, welche heute als Grünland genutzt werden.

## Tier- und Pflanzenarten im NSG
Das Landesamt für Natur, Umwelt und Verbraucherschutz Nordrhein-Westfalen dokumentierte im Schutzgebiet Tierarten wie Dorngrasmücke, Chorthippus parallelus, Gewöhnliche Strauchschrecke, Grünes Heupferd, Heidegrashüpfer, Langfühler-Dornschrecke, Nachtigall-Grashüpfer und Neuntöter. Es gibt zudem eine kleine Graureiher-Kolonie.
Pflanzenarten wie Acker-Rettich, Acker-Witwenblume, Aufgeblasenes Leimkraut, Breitblättriger Thymian, Breit-Wegerich, Büschelschön, Dreizähniges Knabenkraut, Echter Kreuzdorn, Echtes Johanniskraut, Echtes Labkraut, Echtes Springkraut, Echtes Tausendgüldenkraut, Fliegen-Ragwurz, Frühblühender Thymian, Gamander-Ehrenpreis, Gefleckte Taubnessel, Gemeiner Odermennig, Gewöhnliches Ferkelkraut, Großes Hexenkraut, Gänseblümchen, Heide-Labkraut, Kleine Bibernelle, Kleine Braunelle, Kleiner Wiesenknopf, Kleines Habichtskraut, Knäuel-Glockenblume, Kriechende Hauhechel, Liguster, Magerwiesen-Margerite, Männliches Knabenkraut, Mittlerer Wegerich, Mücken-Händelwurz, Oregano, Pastinak, Purgier-Lein, Rauhaarige Gänsekresse, Rote Lichtnelke, Rundblättrige Glockenblume, Ruprechtskraut, Scharfer Hahnenfuß, Schmalblättriges Weidenröschen, Schopfige Kreuzblume, Skabiosen-Flockenblume, Spitz-Wegerich, Sumpf-Ziest, Tauben-Skabiose, Tollkirsche, Wacholder, Wald-Ziest, Weicher Storchschnabel, Weiße Taubnessel, Wiesen-Bärenklau, Wiesen-Flockenblume, Wiesen-Labkraut, Wiesen-Pippau, Wilde Möhre und Wirbeldost kommen vor.

## Schutzzweck des Naturschutzgebietes
Das NSG wurde zur Erhaltung eines struktur- und besonders artenreichen Biotopkomplexes aus unterschiedlich mageren Grünlandflächen mit reicher Feldgehölzstrukturierung ausgewiesen. Erhaltung und Entwicklung typisch ausgebildeter Kalkmagerrasen mit ihrer charakteristischen Vegetation und Fauna. Auch soll die Habitatfunktion für etliche gefährdete Pflanzen-, Vogel und Insektenarten erhalten werden. Das NSG soll zur Sicherung der Grünlandnutzung durch Hüteschäferei beitragen. Das NSG soll zur Sicherung der Kohärenz und Umsetzung des europäischen Schutzgebietssystems Natura 2000 beitragen.

## Naturschutz
Das NSG wird zum Großteil von einem Schäfer auf Udorf mit seiner Schaf- und Ziegenherde beweidet. Andere Grünlandflächen werden vom Schäfer als Mähwiesen genutzt und später im Jahr nachbeweidet. Seit den 1990er Jahren finden zudem Pflegearbeiten des Verein für Natur- und Vogelschutz im Hochsauerlandkreis (VNV) und der Biologische Station Hochsauerlandkreis im NSG statt. Insbesondere wurden Schwarzdorn-Büsche und Stockausschläge mit Motorsäge und Freischneider entfernt.